# Bolitoglossa centenorum
Bolitoglossa centenorum é uma espécie de anfíbio caudado da família Plethodontidae. Está presente na Guatemala. A UICN classificou-a como em perigo de extinção.